# کاکامگا، کنیا
کاکامگا (به انگلیسی: Kakamega) شهری در استان غربی واقع در کشور کنیا است که در سال ۱۹۹۹ میلادی ۷۳٫۶۰۷ نفر جمعیت داشته و جمعیت آن در سال ۲۰۰۵ میلادی به ۹۲٫۰۸۱ نفر رسیده‌است.